# José Antonio Arze
José Antonio Arze y Arze (Cochabamba, 13 de janeiro de 1904 — Cochabamba, 23 de agosto de 1955) foi um escritor, sociólogo e político boliviano. Ele foi duas vezes candidato à presidência da Bolívia nas eleições de 1940 e 1951.
É considerado um dos principais sociólogos e teóricos do marxismo na Bolívia. Ele fundou o Partido de la Izquierda Revolucionaria (PIR) e foi um dos líderes do movimento pela autonomia universitária na Bolívia.

## Biografia
José Antonio Arze nasceu em 13 de janeiro de 1904 na cidade de Cochabamba, filho de José Tristán Arze e Arminda Arze. José Antonio iniciou seus estudos primários em 1910 na localidade de Calchani, Ayopaya, e os secundários em 1918, tendo se formado em 1921 no Colégio Nacional Sucre, em Cochabamba.
Em 1922, Arze começou a estudar direito e ciência política na Universidad Mayor de San Simón (UMSS), graduando-se como advogado em 1926. Ele começou a escrever ensaios e críticas na revista Arte y Trabajo, sob a redação de Cesáreo Capriles, e ao lado de outros jovens futuros escritores e políticos Augusto Gramas, Carlos Montenegro e Augusto Guzmán.
Em 1928, aos 24 anos de idade, participou como delegado de Cochabamba na primeira Convenção Nacional de Estudantes Bolivianos, organizada pela Federação Universitária da Bolivia (FUB). Este movimento estudantil estava alinhado com as reformas universitárias na América Latina, iniciadas na reforma universitária de 1918 na Argentina. A autonomia universitária foi finalmente conquistada em 1930, mas a FUB elaborou um Programa de Princípios muito mais ambicioso em 1928, sob a liderança de Arze e outros intelectuais como Ricardo Anaya e José Cuadros Quiroga. O documento propõe, entre outras coisas: a nacionalização das minas, nacionalização do petróleo, a doação de terras aos povos indígenas e a regulamentação trabalhista. Anos mais tarde, muitas dessas propostas se tornariam parte da agenda de partidos políticos, tais como o Movimento Nacionalista Revolucionário.
Durante a Guerra do Chaco, manteve uma posição radicalmente antibelicista e se refugiou no Peru com o início do conflito. No final da guerra, sua postura crítica contra o regime do chamado socialismo militar de David Toro custou-lhe o exílio para o Chile. A partir daí, ele foi capaz de organizar uma coalizão de corrente marxista denominada Frente de Izquierda. Foi candidato à presidência de Bolívia em 1940 (a seus 36 anos) pela Frente de Izquierda, e perdeu para o candidato conservador Enrique Peñaranda.  Entretanto, seus votos que contaram com mais de 10% nas eleições, e dos parlamentares dos partidos de esquerda, revelou o descontentamento de certos setores da sociedade com o poder das elites conservadoras.
Quase imediatamente, fundou o Partido da Esquerda Revolucionária (PIR) em Oruro em 1940, junto a Ricardo Anaya e outros intelectuais.

## Atentado
Em 1944, durante o governo de Gualberto Villarroel López, José Antonio Arze sofreu uma tentativa de assassinato. Embora tenha sobrevivido ao ataque, sua saúde deteriorou-se acentuadamente e sofreu os efeitos secundários dos disparos.
Foi candidato à presidência novamente em 1951 pelo PIR, mas obteve a mais baixa votação, menos que 5% dos votos.
Apesar das consequências das balas, José Antonio Arze ainda pôde viver mais 11 anos, mas morreu em 23 de agosto de 1955, aos 51 anos de idade, na cidade de Cochabamba.

## Obras
- Bolivia bajo el terrorismo nazifascista (1945)
- Proceso de la educación boliviana (1947)
- Sociografía del Inkario (fue socialista o comunista el imperio inkaiko) (1952)
- Proyecto de estatuto para un posible Instituto Sociográfico de América Latina (palestra, 1952)
- Don Manuel Rigoberto Paredes: estudio bio-bibliográfico (1955)

### Compilações póstumas
- Sociología Marxista (1963)
- Bosquejo sociodialéctico de la historia de Bolivia (1978)
- Polémica sobre marxismo y otros ensayos afines (1980)
- Escritos literarios (1981)
- La autonomía universitaria (1989)